# جامع العجان
جامع العجان ويقع في حي الشيخضاهر في مدينة اللاذقية في سوريا بناه (عبد الحميد بن عبدالله بن مصطفى العجّان أحد أكبر وجهاء مدينة اللاذقية في القرن التاسع عشر ) وتعهده الحاج ( أحمد جعفر آغا ) وانتهى البناء في سنة 1344هـ/1925م.
يلحق بالجامع صالة تتبع لمديرية أوقاف اللاذقية تلقى فيها الندوات العلمية والإسلامية والتاريخية.